# Gábor Szabó

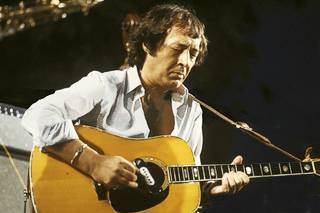
Gábor Szabó

Gábor Szabó (Boedapest, 8 maart 1936 - aldaar, 26 februari 1982) was een Hongaars jazzgitarist.
Gábor begon met gitaarspelen op 14-jarige leeftijd, geïnspireerd door jazzmuziek van de 'Voice of America'-uitzendingen. Hij ontsnapte uit Hongarije en verhuisde in 1956 naar Californië in de Verenigde Staten en ging naar de Berklee School of Music in Boston. In 1958 werd hij uitgenodigd om op te treden op het Newport Jazz Festival. Van 1961 tot 1965 trad hij op met het Chico Hamilton Quintet. Hij verenigde verschillende elementen van de Hongaarse folkmuziek, en rockmuziek als feedback. Zijn compositie "Gypsy Queen" werd een hit toen Santana deze in 1970 ten gehore gebracht. Gedurende zijn solocarrière trad Gábor op met artiesten zoals Bobby Womack, Ron Carter en Paul Desmond.
Gábor Szabó stierf in 1982 aan de gevolgen van lever- en nierfalen tijdens een bezoek aan zijn geboorteland.
Het lied 'Save Room' van John Legend is een cover van Gábor Szabó's 'Stormy' uit 1969.